# Schwedischer Humor

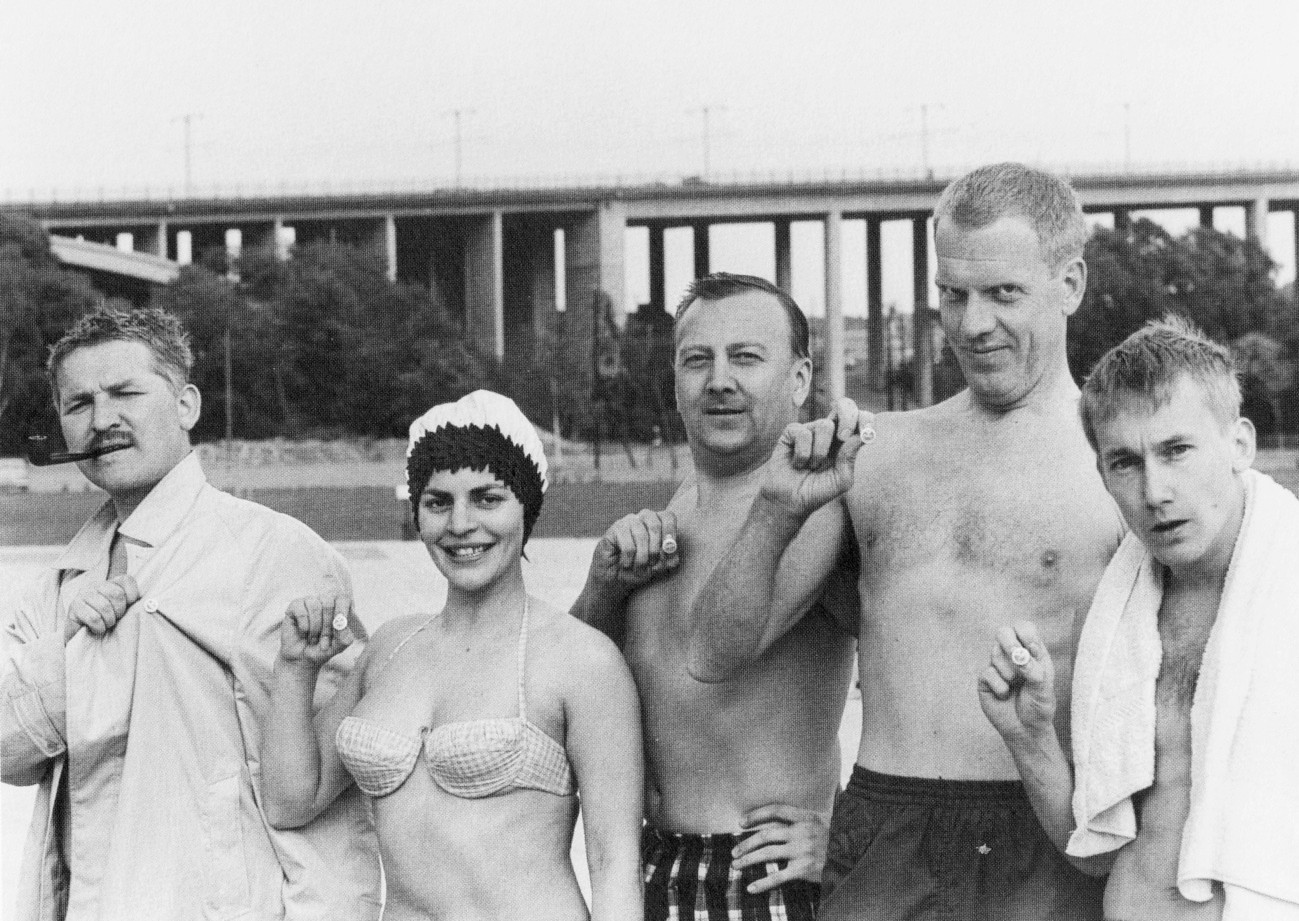
Einige Größen des schwedischen Humors: Hans Alfredson, Lissi Alandh, Mille Schmidt, Tage Danielsson und Gösta Ekman der Jüngere im Jahr 1962 (v. l. n. r.)

Schwedischer Humor (schwedisch Svensk humor) findet sich in komödiantischen Texten, Bildern, Schauspielen und Musikstücken wieder, deren Schöpfer vorwiegend aus Schweden stammen. Zu den namhaftesten gehören Galenskaparna och After Shave, Albert Engström, Hasse och Tage, Lasse Åberg und Killinggänget. Die komödiantische Fernsehsendung Parneviks TV-Party von Bosse Parnevik aus dem Jahr 1978 wurde von den meisten Schweden gesehen und hatte die höchsten Einschaltquoten, die weltweit bis zum damaligen Zeitpunkt jemals verzeichnet worden waren. Zwei schwedische Fernsehsendungen gewannen den internationalen Comedypreis Goldene Rose des Schweizer Rose-d’Or-Festivals: Helt apropå (1987, dt. „Ganz nebenbei“) und HippHipp (2002). In Schweden gibt es zudem eine Vielzahl von Preisen, die sich dem schwedischen Humor widmen, darunter das Karamelodiktstipendiet, Kristallen (Preis für das beste Comedyprogramm einschließlich Sitcoms) sowie der Serienpreis Adamsonstatyetten, der allerdings nicht nur für Comedyserien vergeben wird.

## Merkmale und Einflüsse
Die Grenzen zwischen schwedischem und ausländischem Humor sind fließend, vor allem weil sich viele Komiker zwischen den Ländern hin- und herbewegen und von anderen Humorkulturen inspiriert werden. Generell wird der schwedische Humor in der Nähe des britischen Humors angesiedelt und TV-Serien wie Fawlty Towers und The Office haben viele schwedische Komiker beeinflusst.
Traditionell wird der Sketch Dinner for One (schwed. Grevinnan och betjänten) alljährlich am Silvesterabend gezeigt. Ferner sind Revuen ein bisher sehr erfolgreiches Format, angefangen vom Revueleiter Ernst Rolf in den 1910er Jahren bis zur satirischen Show R.E.A. (Roligt Elakt Aktuellt) in der Stockholmer Kneipe Hamburger Börs im 21. Jahrhundert.
In der sogenannten Norgehistoria werden die Einwohner des Nachbarlandes Norwegen in ethnischen Witzen des schwedischen Humors als minderbegabt verunglimpft. Zeitweise folgen sie Modeerscheinungen, so wie bei den „Alle-Kinder-Witzen“ in den 1990er Jahren. In einigen Fällen führten sie zu ernsthafteren Sticheleien zwischen Norwegen und Schweden, wie in dem Fall des satirischen Liedes Norgevisan aus dem Jahr 1968.

## Geschichte

### Vor dem 19. Jahrhundert

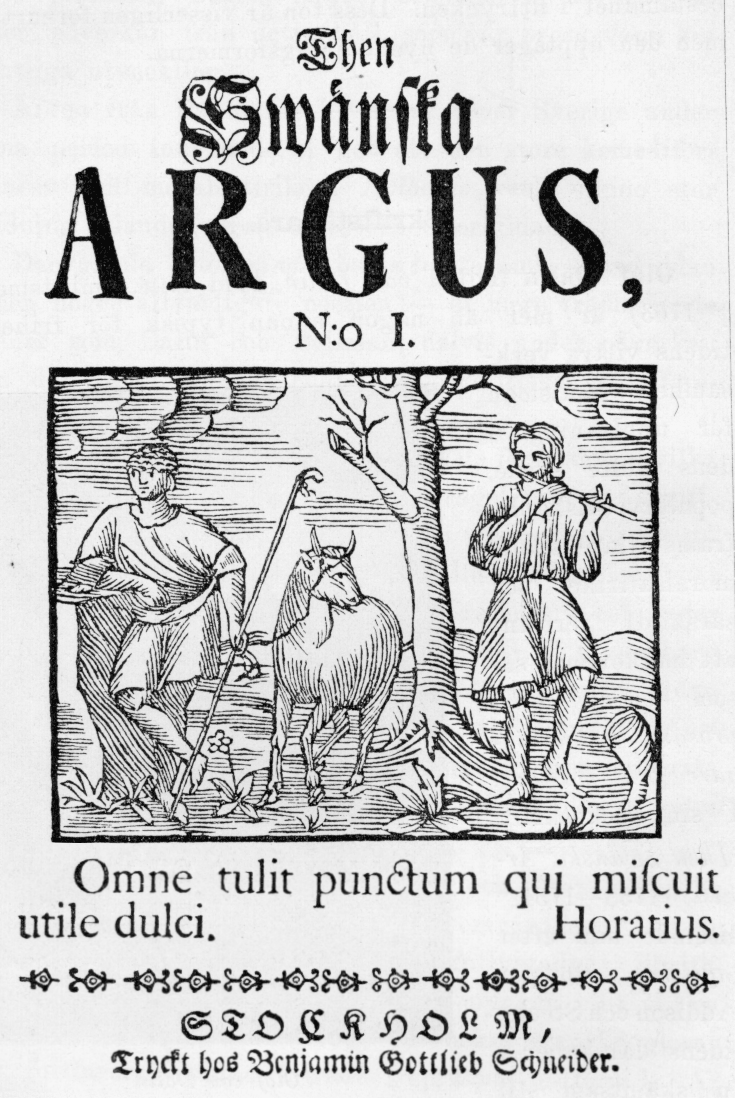
Then Swänska Argus, eine satirische Wochenzeitschrift des 18. Jahrhunderts

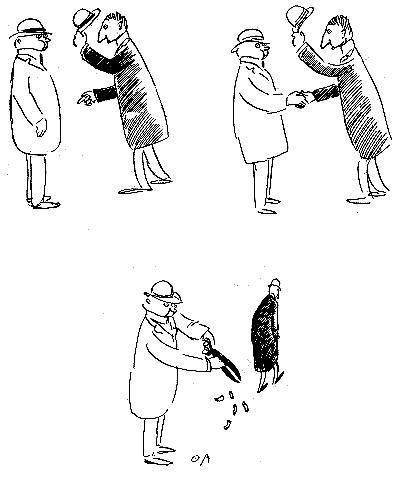
Comic-Serie Mannen som gör vad som faller honom in („Der Mann, der alles macht, was ihm in den Sinn kommt“) von Oskar Andersson

Schwedens früher Humor in der Zeit vom Mittelalter bis in die spätere Zeit von Gustav I. Wasa (schwed. Äldre vasatiden, 1521–1611) ist nur in Teilen bewahrt, da Analphabetismus weit verbreitet war. Vieles davon ähnelt dem schroffen isländischen Humor, wie etwa die lakonische Gunnlaugr Ormstungas saga. Später entwickelten sich eine Art längerer, amüsanter Witze (schwed. rolig historia), darunter unter anderem die västgötahistorier, eine Art schwedischer Yarn. Eine frühe satirische Zeitschrift ist Then Swänska Argus (1732–1734), die von englischen und französischen Vorbildern wie der englischen literarischen Zeitschrift Tatler inspiriert wurde und als Übergang vom älteren zum jüngeren Neuschwedisch gesehen wird. Herausgeber war der schwedische Prosaschriftsteller Olof von Dalin (1708–1763). Eine Neuheit in Then Swänska Argus war unter anderem, dass man über gewöhnliche Personen lesen konnte, die in ihrer Umgangssprache über banale Probleme sprachen, gleichsam politische Satire in Märchenform.
Ein Trinklied wie das des Dichters und Komponisten Carl Michael Bellman mit seinem latent schwarzen Humor und seinen komischen Figuren wird auch noch im 21. Jahrhundert gesungen. Gerade Bellman wurde nachgesagt, dass er großes Improvisationstalent besitze; bereits zu seinen Lebzeiten entstanden die Witze der Bellmanhistoria, die oft auf seiner angeblichen Respektlosigkeit gegenüber der Obrigkeit aufbauten. Die Witze der Bellmanhistoria haben sich seither allmählich verändert, sind aber fortwährend bei schwedischen Kindern zu hören. Während der Regierungszeit des schwedischen Königs Gustavs III. (reg. 1771–1792) wurden zahlreiche Komödien geschrieben. Carl Gustaf af Leopold (1756–1829) schrieb zudem Prosa-Causerien.

### Juvenalerna, Blandaren und Albert Engström
In den 1820er Jahren gründete eine Gruppe von Studenten der Universität Uppsala die Studentengesellschaft Juvenalerna, die verruchte und possenhafte Lieder sang. Daraus entwickelte sich später der Liederkreis Gluntarne (dt. etwa „Die jungen Männer“, 1847 bis 1850) des Dichters und Komponisten Gunnar Wennerberg (1817–1901). Einige Komiker Schwedens benutzten später die gleiche Art studentischen Humors.
Im Jahr 1863 begannen Studenten des Technologischen Instituts in Stockholm, die Humorzeitschrift Blandaren herauszugeben. Diese beinhaltete Witzzeichnungen und wurde unter anderem von der Zeitschrift Söndags-Nisse inspiriert.
1894 veröffentlichte der Autor Axel Wallengren (1865–1896) unter dem Pseudonym Falstaff, fakir das parodistisch-humoristische Buch En hvar sin egen professor. Im selben Jahr begann der Zeichner Albert Engström (1869–1940) mit der Publizierung seiner Figur Kolingen (dt. „Der Strolch“) in seiner Zeitschrift Strix. Drei Jahre später debütierte der Comiczeichner Oskar Andersson (1877–1906) mit der absurden Serie Mannen som gör vad som faller honom in („Der Mann, der alles macht, was ihm in den Sinn kommt“, 1902–1906).

### Grönköping, Karl Gerhard und die ersten Filmkomiker

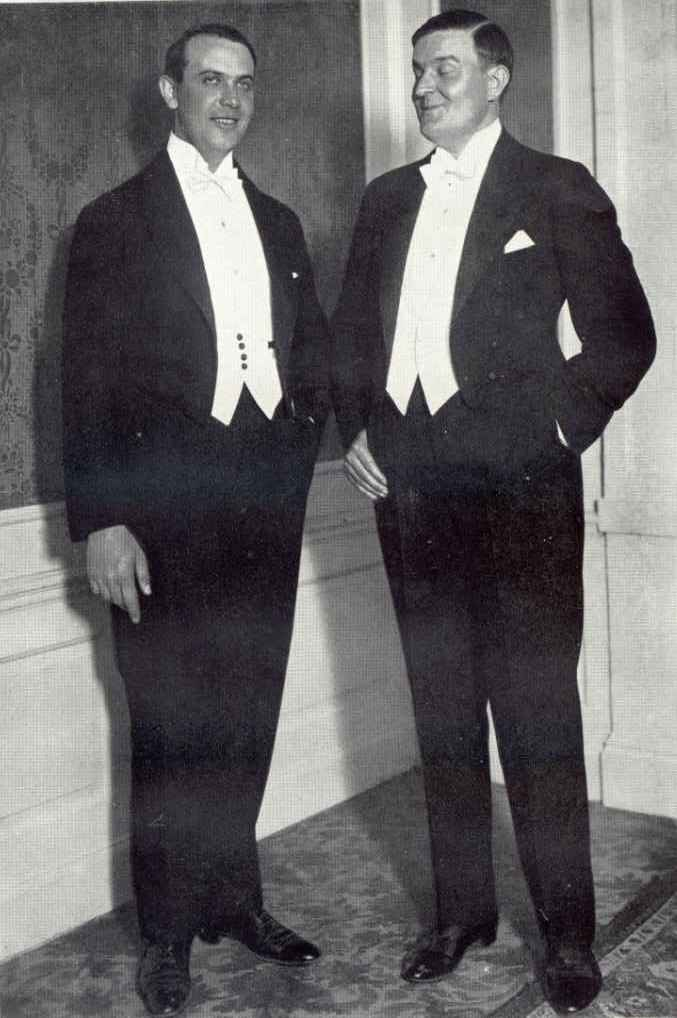
Karl Gerhard und Ernst Rolf, zwei schwedische Revuekönige (1930)

Den dauerhaftesten Einsatz am Anfang des 20. Jahrhunderts leistete der Autor und Zeitschriftenherausgeber Hasse Zetterström (1877–1946), bekannt als Hasse Z, indem er 1902 die nach wie vor bestehende Satire- und Humorzeitschrift Grönköpings Veckoblad gründete. Der Erfolg seines Werkes wurde jedoch von Karl Gerhard (1891–1964) übertroffen, der 1915 mit seiner ersten Revue debütierte und den Titel des Revuekönigs von Ernst Rolf (1891–1932) übernahm. Gerhard brachte 60 Revuen sowie rund 4000 humoristische und satirische Lieder (schwedisch kuplett) zustande, von denen die bekanntesten Jazzgossen (1922) und Den ökända hästen från Troja („Das berüchtigte Trojanische Pferd“, 1941) sind.
In den 1920er Jahren gaben zahlreiche Schauspieler ihr Debüt, deren Werke sich dank Film und Grammophon-Schallplatten verbreiten konnten. Die Schauspieler Thor Modéen (1898–1950) und Edvard Persson (1888–1957) erzielten rasch Erfolge nach ihren Debüts 1918 beziehungsweise 1919. Zu ihren Kennzeichen gehören ihre Körperfülle und ihre Repliken, wobei sie von Kritikern geschmäht aber vom Publikum verehrt wurden. Ebenso verehrt wurde der Komiker, Filmschauspieler und Revuedarsteller Fridolf Rhudin, dessen „Bauernkomik“ (schwed. bondkomik), eine vor allem in Dörfern beliebte Art schwedischen Humors, teilweise auf seinem speziellen Aussehen aufbaute. Der Schriftsteller, Revueautor und Gossenschreiber Kar de Mumma (1904–1997), eigentlich Erik Harald Zetterström und Sohn von Hasse Z, veröffentlichte 1922 seine ersten Causerien und führte seine feuilletonistische Arbeit bis zu seinem Tod 1997 fort.
Anfang der 1930er Jahre präsentierte der Emporkömmling Nils Poppe (1908–2000) seine Einflüsse verrückten Humors (crazy), der ursprünglich in den USA beheimatet war. Gleichzeitig übte sich der Revuekünstler, Komiker und Schauspieler Sten-Åke Cederhök (1913–1990) in seinen ersten Rollen. 1927 tauchte die Comicserie über den Faulpelz namens Kronblom auf, die von dem Torsåkerer Bürger Elov Persson (1894–1970) gezeichnet wurden. Dem folgte 1932 eine Serie des Künstlers und Zeichners Rudolf Petersson (1896–1970) über den ewigen wehrpflichtigen 91:an Karlsson. Beide Zeichenserien wurden bis in die Gegenwart herausgegeben und auch verfilmt.

### Povel Ramel und Svenska ord

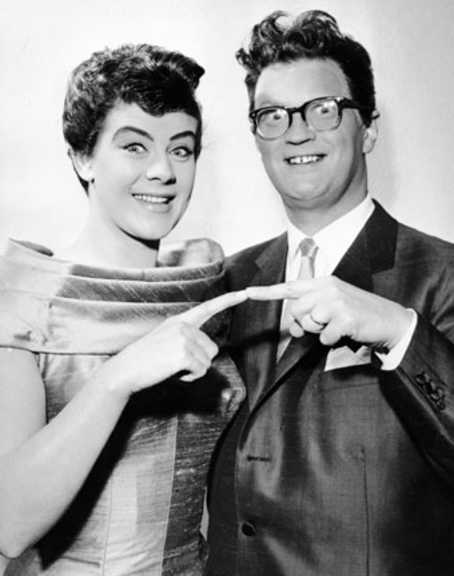
Brita Borg und Povel Ramel (1958)

Inspiriert von Karl Gerhard und dem US-amerikanischen Crazy-Humor begann der Musiker, Sänger und Komiker Povel Ramel (1922–2007) seine langjährige Laufbahn 1945 mit privaten Nummern wie dem Johanssons boogie-woogie-vals und Köp inte en zebra (Kauf kein Zebra). Mit Knäppupp gründete er bald eine Revuegesellschaft, in der zu den schillerndsten Mitgliedern Martin Ljung (1917–2010), Brita Borg (1926–2010), Gunwer Bergkvist (* 1932), Oscar Rundqvist (1913–1971), Wencke Myhre (* 1947) sowie Hans Alfredson (1931–2017) und Tage Danielsson (1928–1985) zählten. Charakteristisch für Ramel, der überwiegend als Autor arbeitete, war die ausgewogene Wortwahl und Verspieltheit. 1982 stiftete er das Karamelodiktstipendiet, ein Stipendium, das jährlich für innovative Sprachkünstler oder Musikwerke vergeben wird.
Alfredson und Danielsson wurden schnell für ihre Eigenproduktionen unter dem Namen Svenska ord  (Schwedische Worte) bekannt, die meist als Hasse och Tage (Hasse und Tage) benannt wurden. Zu ihrer Revuegruppe gehörten Gösta Ekman der Jüngere (1939–2017), Monica Zetterlund (1937–2005), Lars Ekborg (1926–1969) und Lissi Alandh (1930–2008). Zu ihren großen Werken werden das SR-Radioprogramm Mosebacke Monarki, die Figuren mit dem Nachnamen Lindeman sowie die Filmkomödie Att angöra en brygga von 1965 gerechnet, die in Deutschland als Der Wind hat uns ein Ding gedreht oder Wenig Wind und viel Promille bekannt ist. Ihr Humor fiel zumeist gesellschaftskritisch aus und beinhaltete zuweilen unter den Gürtel gehende Herrenwitze (fräckis). Hasse och Tage gelang mit einem Sketch in der Revue Hålligång von 1963, die Gewohnheiten der staatlichen schwedischen Telefongesellschaft Televerket in Bezug auf Telefonzuschaltungen zu ändern: einer der seltenen Fälle, in denen Satire zu echten Konsequenzen führte.
Einen der berühmtesten Sketche der 1960er Jahre ist Skattkammarön („Die Schatzinsel“), bisweilen fälschlicherweise Fia med knuff („Fia mit Puff“) genannt. In ihm geraten Margareta Krook (1925–2001), Åke Grönberg, Lars Ekborg und Gunwer Bergqvist in Streit, während sie das Gesellschaftsspiel Ludo (schwed. Fia) spielen. Der Sketch wurde von Bengt Linder geschrieben, der auch Radioprogramme wie Räkna med bråk (Bruchrechnen bzw. doppeldeutig "Rechne mit Ärger") mit Carl-Gustaf Lindstedt und Arne Källerud, Fernsehsketche und für das Theater (darunter die Ante-Monologe für Stig Grybe) schrieb.
Andere große Namen aus dieser Zeit sind die Revuegruppe Tre Knas, die aus Carl-Gustaf Lindstedt (1921–1992), Gunnar „Knas“ Lindkvist (1916–1990) und Nils Ohlson (1910–1970) bestand, sowie Stig Grybe (* 1928), Gösta Bernhard (1910–1986), Tjadden Hällström (1923–2000) und Sune Mangs (1932–1994). Im Jahr 1949 erschien der erste von einer langen Reihe an Filmen über die literarische Figur Åsa-Nisse, dessen volkstümlicher Humor weniger bei den Kritikern als vielmehr beim Publikum ankam. Einige der damaligen Stars wirkten in dem Fernsehprogramm Hylands hörna (Hylands Ecke, 1962–83) von Lennart Hyland (1919–1993) mit. Darunter war auch ein äußerst umstrittener Einsatz des Schauspielers Per Oscarsson (1927–2010) im Jahr 1966. Ebenso geschichtsträchtig waren die Besuche des schwedischen Staatsministers Tage Erlander, der von einer amüsanten Geschichte über einen Pastor zu berichten wusste:

”I en av Värmlandssocknarna hade de en prost som var väldigt intresserad av pistolskjutning. I Värmland förekommer det alla tänkbara kombinationer av präster och statsministrar och allting. Och prosten var intresserad av pistolskjutning. Han hade tagit flera mästerskap i Fryksdalen med omnejd. Och så en söndag eftermiddag skulle de ha en sån där pistolskjutningstävling. Då gick han upp tidigt på morgonen, på söndagmorgonen, och tränade och tränade. Han skulle öva så att han verkligen skulle kunna vinna mästerskapet igen. Och hur han sysslade med den där pistolskjutningsträningen i sin trädgård så glömde han bort att han skulle till högmässan. Och klockan blev elva och i högmässan väntade de honom, men de hade en väldigt klok komminister i socknen så han startade högmässan. Till slut fick prästen sett att klockan var så mycket, så han satte sig i bilen och körde allt vad han kunde till kyrkan och kom precis när han skulle börja predika. Han tog på sig prästkappan och störtade upp i predikstolen och predikade – altartjänsten hade gått. Så när han stod där så upptäckte han plötsligt att han hade pistolhölstret omkring sig. Han tänkte att det går aldrig vägen. Inte ens i Värmland. Han tänkte, jag får väl ta av mig det där och började knäppa upp. Hur det var när han stod där och krångla så gick det ett skott av! Det var ju rätt pinsamt. Då tänkte han, nu måste han få av pistolhölstret för han kan ju inte visa sig efter den här skottlossningen. Så han hukade sig ner i predikstolen och skulle knäppa upp ordentligt, patronbältet. Då steg det upp en soldat, utbildad i fältmässig krigföring vid Trossnäs och då skrek han över hela kyrkan: ‚Göbber och kärringer, huk er i bänkarna, för nu laddar han om!‘”

„In einer der Gemeinden Värmlands hatten sie einen Probst, der sich sehr für Pistolenschießen interessierte. Im Värmland kommen alle denkbaren Kombinationen von Pastoren und Staatsministern und allem vor. Und der Probst war sehr am Pistolenschießen interessiert. Er gewann bei mehreren Meisterschaften in Fryksdalen und Umgebung. Und dann wollten sie an einem Sonntagnachmittag einen solchen Wettstreit im Pistolenschießen haben. Da stand er am Morgen früh auf, am Sonntagmorgen, und trainierte und trainierte. Er wollte üben, so dass er wirklich wieder die Meisterschaft gewinnen konnte. Und als er sich im Garten mit dem Training im Pistolenschießen beschäftigte, vergaß er, dass er zum Vormittagsgottesdient sollte. Es wurde elf Uhr und im Vormittagsgottesdienst warteten sie auf ihn, aber sie hatten einen sehr klugen Unterpfarrer in der Gemeinde, der dann mit dem Gottesdienst anfing. Letztendlich sah der Pastor, dass es spät war, und so setzte er sich ins Auto, fuhr so schnell er konnte zur Kirche und kam genau dann an, als er mit der Predigt beginnen sollte. Er zog das Pastorengewand an, eilte hinauf zum Predigtstuhl und predigte – der Altardienst war vorüber. Als er dann so dastand, entdeckte er plötzlich, das er noch den Pistolenhalfter um sich hatte. Er dachte, das darf nicht sein. Nicht einmal in Värmland. Er dachte, er muss das Ding loswerden und begann es aufzuknöpfen. Als er dann so dastand, kam es zu Schwierigkeiten, und dann ginn ein Schuss los! Das war ja nun recht peinlich. Da dachte er, jetzt muss er den Pistolenhalfter loswerden, denn er konnte sich ja nach dem gefallenen Schuss kaum zeigen. Dann duckte er sich in den Predigtstuhl und wollte den Pistolenhalfter ordentlich aufknöpfen. Da stand ein Soldat auf, in feldmäßiger Kriegsführung bei Trossnäs ausgebildet, und schrie durch die ganze Kirche: ‚Göbber und Kärringer (Weiber), versteckt euch in den Bänken, denn jetzt lädt er neu!‘“

### Die Journalisten Bang, Jolo und Torsten Ehrenmark
Bereits Mitte der 1940er Jahre begann Barbro Alving (1909–1987), im Allgemeinen bekannt als Bang oder Kärringen mot strömmen (dt. etwa: das (alte) Weib(, das) gegen den Strom (schwimmt)), Causerien neben ihrer Arbeit als Journalistin zu schreiben. In treffsicherem Schreibstil karikierte sie zum Beispiel Personen, die Kernwaffen herstellen wollten. Bang fuhr mit dem Sammeln ihrer Causerien bis Ende der 1970er Jahre fort.
Ein anderer Journalist, Jan Olof Olsson (1920–1974), schrieb rund 20 Jahre unter dem Pseudonym Jolo Causerien. Er war vor allem für seinen scharfsinnigen Blick und seine vielfältigen Charakterisierungen bekannt. Am meisten ist Jolo jedoch wegen der Fernsehserie Någonstans i Sverige (Irgendwo in Schweden) bekannt, bei der Janne Loffe Carlsson (* 1937) die Hauptrolle spielte. Jolos Causerien wurden von ihm bis zu seinem Tod und danach postum herausgegeben.
Ein dritter Feuilletonist mit langjähriger Karriere ist der Journalist Torsten Ehrenmark (1919–1985), dessen Sammlungen unter dem Titel Årets Ehrenmark (Ehrenmark des Jahres) alljährlich von 1966 bis zu seinem Tod 1985 erschienen. Ehrenmark war mit 21 Malen auch ein häufig wiederkehrender Gast im SR P1-Radioprogramm Sommer (i P1), wobei er dort einzig vom Literaten Lars Ulvenstamm (* 1921) übertroffen wurde. Sein Humor war stilvoller und trocken, mit viel Selbstironie, der aber mit allgemeiner Bitterheit endete.
Zu den später nachfolgenden Feuilletonisten zählen Ludvig Rasmusson (* 1936), Marie Carlsson (* 1970) und Jan Håkansson (1927–2002).

### Skäggen, Partaj sowie Magnus und Brasse
1963 setzte sich die Entwicklung des immer frecher werdenden Humors fort, als das SVT-Humorprogramm Skäggen (Der Bart) seinen Anfang nahm. Sechs bärtige Männer, darunter Åke Söderqvist (1933–1987), Yngve Gamlin (1926–1995), Beppe Wolgers (1928–1986), Lasse O'Månsson (1931–1988), Jan-Öjvind Swahn (* 1925) und Edvard Matz (1921–2007), leiteten ein Programm, bei dem Rülpsen, unanständige Wörter und Slangausdrücke Teil der Unterhaltung waren. Die Fernsehserie stieß auf heftige Kritik und wurde am Ende eingestellt, doch allmählich beruhigten sich die Gemüter. Vorher hatte bereits der Komiker, Redakteur und Autor O'Månsson die Humorzeitschrift Svenska Mad mitbegründet, die auf dem US-amerikanischen Satiremagazin Mad basierte. Eher witzeorientiert war die Fernsehserie Partaj von 1969, in der Carl-Gustaf Lindstedt (1921–1992), Lars Ekborg (1926–1969), Jarl Borssén (1937–2012) und Margareta Sjödin (* 1942) ihre Späße trieben.
Ein in den 1970er Jahren erfolgreiches Komikerduo war Magnus och Brasse (Magnus und Brasse), das aus Magnus Härenstam (* 1941) und Brasse Brännström (1945–2014) bestand. Sie gestalteten vorwiegend Kneipenshows (krogshow), bei denen Varning för barn (Warnung für Kinder, 1976) die wohl bekannteste war. Nummern wie Verkmästar´n i magen aus Levande på Nya Bacchi (Lebend(ig) im Neuen Bacchi, 1974) und Svordomsvisan (Das Fluchlied) aus Varning för barn wurden äußerst berühmt. Sie wirkten zusammen mit Eva Remaeus (1950–1993) auch in der Kinderfernsehserie Fem myror är fler än fyra elefanter (Fünf Ameisen sind mehr als vier Elefanten) mit.
Eine andere Kultserie im schwedischen Fernsehen aus den 1970er Jahren ist das Kinderprogramm Tårtan (Die Torte).

### Humor aus Göteborg

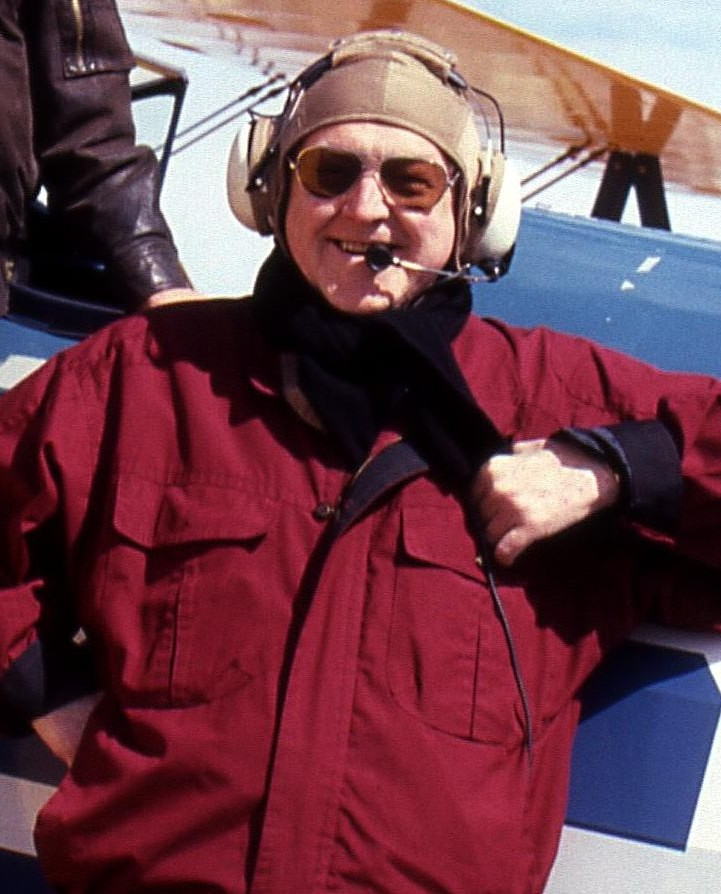
Kalle Sändare, alias Carl-Axel Thernberg (1991)

1965 wurde die erste Platte vom Komiker Kalle Sändare (1931–2008) herausgegeben, nachdem seine Telefonstreiche bereits längere Zeit in Musikerkreisen im Umlauf waren. Ein paar Jahre danach wurde die Fernsehserie Jubel i busken (Jubel im Busch) mit Sten-Åke Cederhök (1913–1990) und Sonya Hedenbratt (1931–2001) gesendet, die sehr populär wurde.
Anfang der 1970er Jahre waren die Revuen von Hagge Geigert (1925–2000) im Göteborger Lisebergsteatern gutbesuchte Veranstaltungen, in denen namhafte Schauspieler auftraten, darunter Laila Westersund (1942–2011), Eva Rydberg (* 1943), Birgitta Andersson (* 1933), Stefan Ljungqvist (* 1948), Bernt Dahlbäck (1939–1978), Jörgen Mörnbäck (* 1956) und Claes Eriksson (* 1950). Im Jahr 1975 begann Hagge die TV-Serie Gäst hos Hagge (Gast bei Hagge) zu leiten, die sich zum Dauerbrenner entwickelte.
Sten-Åke Cederhök hatte sein Comeback im Jahr 1974 in der Fernsehserie Albert och Herbert (Albert und Herbert), zusammen mit Tomas von Brömssen in einem Programm, das nach dem Vorbild der britischen Comedyserie Steptoe and Son produziert wurde. Die beiden brachten für mehrere Staffeln ihren typischen Göteborger Humor bis 1979 und kehrten 1982 im jährlichen julkalender (Adventskalender) auf die Bildschirme zurück. Nach dem Tod von Cederhöks im Jahr 1990 setzte Brömssen mit eigenen Revuen fort, die sehr erfolgreich wurden.
1982 war auch das Jahr, in dem die Comedygruppe Galenskaparna, die aus Anders Eriksson (* 1956), Claes Eriksson (* 1950) und Kerstin Granlund (* 1951) bestand, sich mit der Musikgruppe After Shave (Jan Rippe (* 1955), Knut Agnred (* 1956), Per Fritzell (* 1955) und Peter Rangmar (1956–1997)) zusammenschloss. Gemeinsam starteten sie eine vielbeachtete Karriere unter dem Namen Galenskaparna och After Shave. Sie begannen mit Revuen, spielten später aber auch Schallplatten, Filme und Fernsehserien ein. Die Gruppe ist im Gegensatz zu traditionellen Göteborger Gruppen weniger auf (Herren)Witze fokussiert, sondern orientiert sich eher an Slapstick und Gesellschaftssatire.
Ungefähr in dieser Zeit kam die Rollenfigur Kurt Olsson dazu, die von Lasse Brandeby (1945–2011) gespielt wurde. Mit einer charakteristischen Fünfzigerjahre-Frisur und einem Frauenorchester bekam er 1987 seine eigene TV-Serie und nach und nach auch einen Film angeboten. Im Anschluss kam der Hardrocker Ronny Jönsson, sein Gegenstück, gespielt von Claes Malmberg (* 1961).

### Sällskapsresan, Göta kanal und Jönssonligan
Anfang der 1980er Jahre erschienen drei Filmkomödien, denen zusammen 12 Fortsetzungen und vier Ableger folgten: Sällskapsresan (eller Finns det svenskt kaffe på grisfesten) (Die Gesellschaftsreise oder gibt es schwedischen Kaffee auf dem Ferkelfest, 1980) von und mit Lasse Åberg (* 1940), der 1981 veröffentlichte Film Göta kanal (eller Vem drog ur proppen?), der in der DDR unter dem Titel Wer gewinnt das Rennen? erschien und in dem Janne Loffe Carlsson (* 1937) mitspielte, sowie Jönssonligan, ebenfalls von 1981, mit Gösta Ekman dem Jüngeren (1939–2017).
Bei der Komödie Sällskapsresan versammelte sich ein großer Teil der schwedischen Komikerelite auf Charterreisen, bei denen die erste nach Gran Canaria ging. Drehorte für spätere Folgen waren die Alpen, im Schärengarten, eine Golfbahn und ein Kurhaus (hälsogård). Unter den Schauspielern, die in den Filmen auftraten, waren Jon Skolmen (1940–2019), Kim Anderzon (1943–2014), Sven Melander (1947–2022), Klas Möllberg (* 1948), Bengt Andersson (1922–2007), Staffan Ling (* 1944), Tor Isedal (1924–1990), Per Eggers (* 1951), Carina Lidbom (* 1957), Ulla Skoog (* 1951), Annalisa Ericson (1913–2011) und Pia Johansson (* 1960) sowie Barbro Hiort af Ornäs (1921–2015) als Stig-Helmers Mutter.
Göta kanal ist ein Roadmovie per Schiff, bei dem schwedische Dialekte gesprochen werden. Zahlreiche Kinobesucher sahen sich das Rennen zwischen den zwei ungleichen Bootsbauunternehmen an. 25 Jahre später folgte 2006 mit Göta kanal 2 – kanalkampen eine Fortsetzung. Unter den Schauspielern waren Rolv Wesenlund (1936–2013), der als Marve Fleknes aus der norwegischen Comedy-Serie Fleksnes fataliteter bekannt ist, sowie Stig Ossian Ericsson (* 1923), Peter Harryson (* 1948), Yvonne Lombard (* 1929) und Kent Andersson (1933–2005)
Die erfolgreichste unter den drei genannten Filmreihen waren jedoch die Filme über die Jönssonligan, die aus acht Filmen bestanden und der nochmal vier Filme über die Lilla Jönssonligan (Kleine Jönssonligan) folgten. Das Konzept orientierte sich an der dänischen Olsenbande; die Rollenfiguren Charles Ingvar "Sickan" Jönsson (verkörpert von Gösta Ekman), Ragnar Vanheden (Ulf Brunnberg, * 1947) und Dynamit-Harry (Björn Gustafson, * 1934) erlangten Kultstatus.

### Comeback des Radiohumors
Nach einer eher ruhigen Periode, die der Blütezeit des Radios in den 1930er, 1940er und 1950er Jahren folgte, erlebte das Radio in den 1980er Jahren ein Comeback als Forum des schwedischen Humors. Vor allem im Hörfunkprogramm von Sveriges Radio P3 wurden viele neue Talente entdeckt, darunter Peter Dalle (* 1956) und Henrik Schyffert (* 1968). Dalle arbeitete unter anderem mit Michael B. Tretow (1944–2025) und Pontus Enhörning (* 1958), einer der Macher, die hinter dem Radioprogramm Putte Punsch lyckoshow (Putte Punsch Glücksshow) standen. Andere Radiostimmen, die in dieser Zeit aufblühten, waren Stellan Sundahl (1946–1999) und Gunnar Bernstrup (* 1946) im Satireprogramm På Håret (Aufs Haar, 1982–2000), Bengan Wittström (1929–2003) und Kjell Swanberg (1944–2008) im Humorprogramm Platt-etyder (Platte Etitüden, 1985–1992). Wiederkehrende Beiträge in Platt-etyder handelten über Figuren wie den Göteborg-Dichter Gais-Åke Feskeböxa, der Volkskundeforscher Fridolf Rutin, die Ethikexpertin Muja Hedin oder die Märchenecke mit Farbror Kjelle. Hier wurden klassische Gassenhauer gebracht wie Min tjej viker ut sig i Fibban, Oh, jag längtar åter till min tid som Rapsod (Oh, ich sehne mich wieder nach meiner Zeit als Rhapsode) und komische Wortspiele von hoher Qualität wie Kunnig inom möbelteknik, sk sängvetare (Gewandt in der Möbeltechnik, sogenannte Bettnässer).
Sveriges Radio setzte in den 1990er Jahren mit seinem Humorprogramm fort, konkret in der Form von Telefonstreichen wie bei Hassan (1993–1994), Parodieprogrammen wie bei Rally (1995–2000) und schwarzem Humor wie in Clownen luktar bensin (Der Clown riecht Benzin, 1998–2000).
Andere Radioprogramme, die mit Unterbrechung ausgestrahlt wurden, sind På minuten (Auf die Minute), das von 1969 bis 1988 sowie im Fernsehen 1974 und ab 1994 lief, sowie Spanarna (Die Späher), das von 1988 bis 1991, 1993 und ab 1994 lief.

### Nöjesmassakern, Helt apropå und Lorry

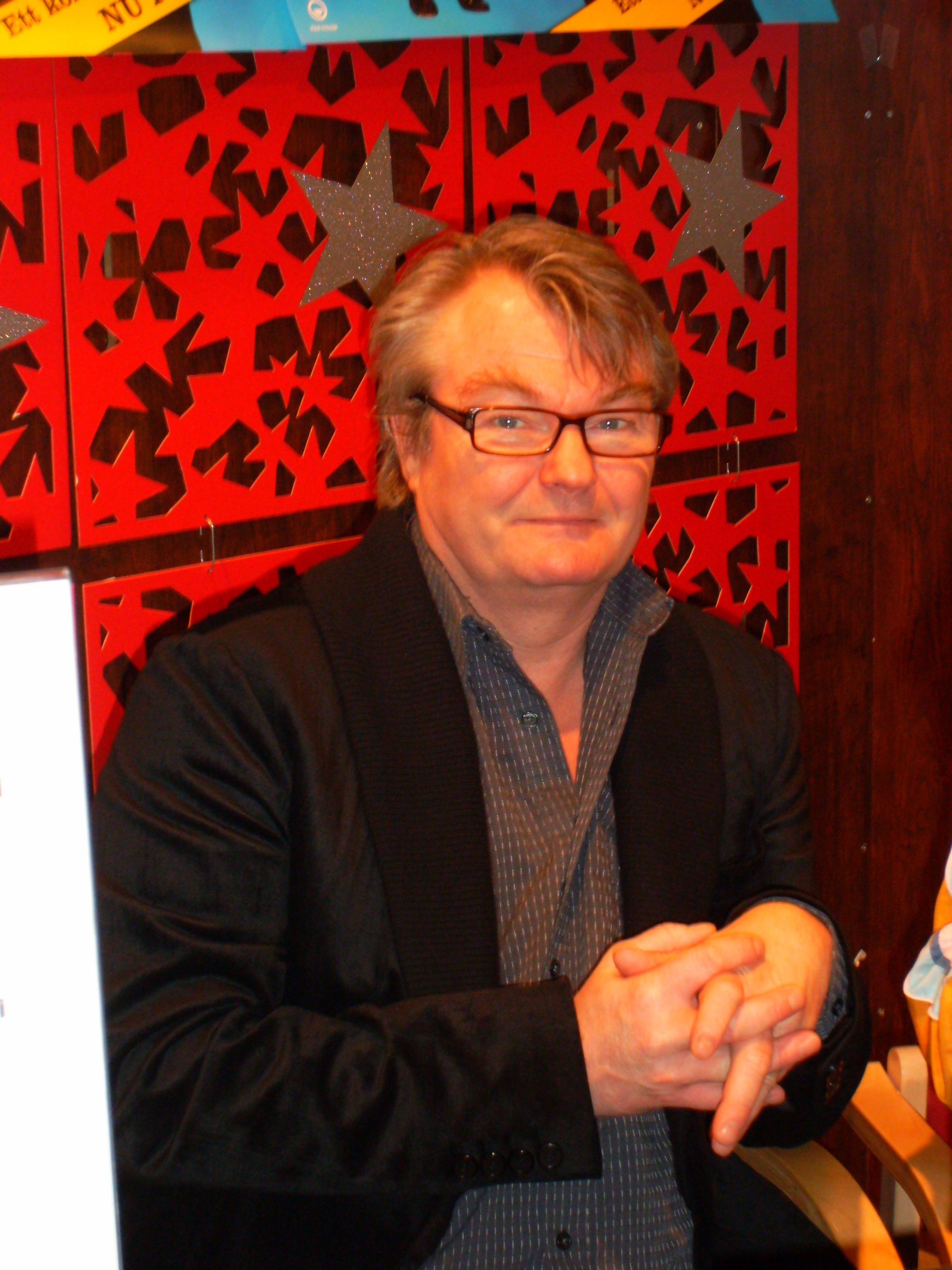
Peter Dalle war treibende Kraft bei der Fernsehserie Lorry

Aus dem SVT-Unterhaltungsprogramm Nöjesmaskinen (Die Vergnügungsmaschine, 1982–1984) entwickelte sich Nöjesmassakern (Das Vergnügungsmassaker, 1985). Programmleiter Sven Melander (1947–2022) bekam anstelle von Stina Lundberg (* 1950) unter anderem Gesellschaft von Åke Cato (* 1934) und Jon Skolmen (1940–2019), der auch in zwei Sällskapsresan-Filmen mitwirkte. Das Programm wurde berühmt für seine Sketche über die Köche Werner und Werner (Werner och Werner), die Charterreisenden Olle und Helge sowie Trollet Rulle (Der Unhold Rulle). Zwar wurden nur zehn Folgen produziert, doch werden einige der Sketche aus der Serie weiterhin zitiert.
1985, im selben Jahr von Nöjesmassakern, konterte SVT in Malmö mit der Humorgruppe Helt apropå (1985–1992, Ganz nebenbei). Diese Serie ging mehr auf aktuelle Ereignisse ein und wurde in derselben Woche ausgestrahlt, in der sie produziert wurde. Die Gruppe bestand aus Stellan Sundahl (1946–1999), Fritte Friberg (* 1951), Kryddan Peterson (* 1953), Lotta Thorell und Elizabeth Banke (* 1960). Im Jahr 1987 wurde ein Sonderprogramm zusammengestellt, das beim internationalen Festival der Fernsehunterhaltung, der Rose d’Or in der Schweiz, gewann.
Peter Dalle von Sveriges Radio war treibende Kraft hinter dem vierstaffeligen Sketchprogramm Lorry, dessen Humor sich erwachsener gestaltete und sich an „Geschiedene und die reifere Jugend“ richtete.

### Stand-up-Comedy, Svullo und schwedische Sitcom

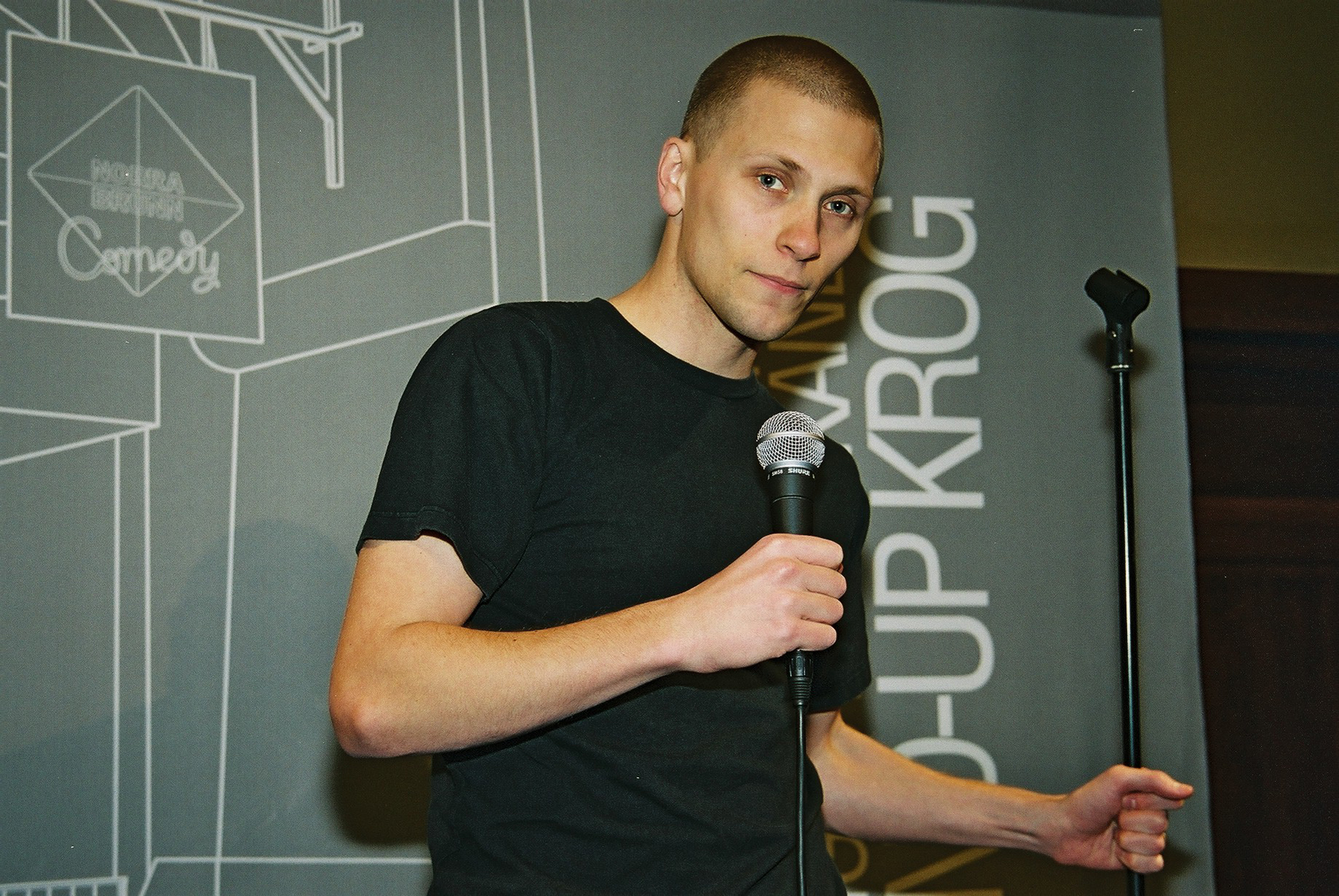
Magnus Betnér war ein erfolgreicher Stand-up-Komiker.

Unter dem Einfluss ausländischer Stand-up-Komiker wie Jack Benny (1894–1974), Bob Hope (1903–2003), Richard Pryor (1940–2005) und Lenny Bruce (1925–1966) begannen schwedische Komiker, das Stand-up-Comedy-Format in Schweden zu etablieren. Die wohl ersten erfolgreichen Versuche stammten von Hans Alfredson (1931–2017) mit seinen Lindeman-Figuren, die größtenteils improvisiert wurden, jedoch in einer längeren geschriebenen Vorstellung aufgingen.
Der erste Versuch mit frei improvisierter Comedy in Schweden fand 1985 im Unterhaltungsetablissement Berns Salonger statt, als das Publikum mit Tennisbällen ausgestattet wurde, welche sie auf schlechte Komiker werfen sollten. Zwei Jahre später ging Magnus Härenstam (* 1941) mit dem halb improvisierten Programm Föredraget (Der Vortrag) auf Vorlesungstournee. 1988 versammelten sich einige Komiker im Stockholmer Restaurant Westermans und gründeten den informellen Klub SUCK (Stand Up Comedy Klubben). Das geschah zu einer Zeit, als Sveriges Television 1990 damit begann, sein Halbstundenprogramm Släng dig i brunnen (Schmeiß dich in den Brunnen, 1990–1999) zu senden und dem Stand-up-Comedy dadurch der große Durchbruch in Schweden gelang. Einige Größen sind Lennie Norman (* 1948), Adde Malmberg (* 1955), David Batra (* 1972), Johan Glans (* 1974), Babben Larsson (* 1956), Ulla Skoog (* 1951), Anna-Lena Brundin (* 1959), Jan Bylund (* 1966) und Peter Wahlbeck (* 1963). Eine andere Low-Budget-Figur war die von Micke Dubois (1959–2005) verkörperte Figur Svullo, die 1988 zusammen mit Hans Crispins (* 1959) Angne in der Sketchserie Angne & Svullo debütierte. Die Serie wurde mehrfach bei der ehemaligen staatlichen Radiokommission Granskningsnämnden för radio och TV gemeldet, da der rohe Humor recht neu in Schweden war. Micke Dubois spielte danach im Humorprogramm Elake polisen (Die böse Polizei, 1990), das größeres Gewicht auf Slapstick legte.
Sveriges Television war führende Kraft, als es darum ging, die erfolgreiche Humorform der Sitcom (von: „Situationskomödie“) in Schweden zu begründen – etwa ein Jahrzehnt nach ihrem letzten Versuch mit Albert & Herbert. Die unbeholfene und kurzlebige Fernsehserie Rosenbaddarna (etwa: Die Rosen-Teufelskerle) von 1980 bildete eine Ausnahme in der von Sketchen bestimmten Comedy-Ära. Als das Sitcom-Format ins Schwedische übertragen wurde, erschien als Resultat mit Svensson, Svensson (1994–2008) eine äußerst beliebte Comedy-Fernsehserie – eigentümlich und ohne amerikanischer oder britischer Vorlage. Die Weihnachtsfolge der Serie aus der ersten Staffel von 1994 wurde danach jedes Jahr außer 2007 in der Weihnachtszeit im schwedischen Fernsehen ausgestrahlt.
1995 versuchte der SVT abermals, diesmal nach dem Muster der britischen Serie Only When I Laugh, mit Sjukan ein Comedy-Programm durchzusetzen, ohne allerdings größeren Erfolg damit zu haben. Stattdessen gelang dem Sender TV4 mit der Serie En fyra för tre (Ein Vierer für drei), die auf der US-amerikanischen Sitcom-Fernsehserie Herzbube mit zwei Damen basierte, ein Publikumserfolg. Unterdessen ging das Wort Sitcom in die schwedische Alltagssprache ein. Mit unterschiedlichem Ergebnis wurden mehr und mehr Sitcoms produziert, darunter Älskade Lotten (Geliebte Lotten, TV3, 1996–1998), c/o Segemyhr (TV4, 1998–2004), Pistvakt (– En vintersaga) (SVT, 1998–2000), En ängels tålamod (Geduld eines Engels, TV4, 2001) und Heja Björn (etwa: Hurra Bär, TV4, 2001–2001).
2009 setzte sich in Schweden das Roast-Format (aus dem Englischen für braten, rösten) durch, so wie bei den beiden konkurrierenden Fernsehserien Grillad (Gegrillt) und Roast på Berns (Gebraten im Berns).

### Killinggänget und die ironische Generation
Douglas Couplands Roman Generation X von 1991 erfasste den Humor, der bei den von 1964 bis 1979 Geborenen zu finden ist, in einer Weise, dass der Terminus die ironische Generation weite Verbreitung fand. Bedeutendste Vertreter dieses Humors in Schweden waren die ironischen Komiker der Gruppe Killinggänget (Die Zicklein-Gang). Ihre erste Fernsehserie I manegen med Glenn Killing (In der Manege mit Glenn Killing) erschien 1992 und war von weiteren Erfolgen begleitet, darunter die Fernsehserie NileCity 105,6. Die Gruppe bestand aus Robert Gustafsson (* 1964), Henrik Schyffert (* 1968), Johan Rheborg (* 1963), Jonas Inde (* 1967), Martin Luuk (* 1968), Andres Lokko (* 1967) und dem Regisseur Tomas Alfredson (* 1965). Killinggänget wurde zunehmend für ihre durch und durch ironische Webpräsenz Spermaharen (Der Spermahase) kritisiert.
Weitere Vertreter der ironischen Generation sind Jonas Gardell (* 1963), der ab 1984 zeitweise und ab 1990 nahezu durchgehend Vorstellungen gab, Kristian Luuk (* 1966), der bei der Talkshow Sen kväll med Luuk (Spät am Abend mit Luuk, 1996–2004) durchs Programm führte (mit Felix Herngren (* 1967) in der Rolle als Dan Bäckman), sowie die Humorgruppe Varanteatern, die unter anderem in der Fernsehserie Varan-TV (1997–1998) auftrat.

### Geplauder über Nachrichten und das Parlament
Nach der Panel-Show Femettan (Der Volltreffer, 1983–1993) stellte sich der Erfolg gleichartiger Fernsehprogramme erst wieder am Ende der 1990er Jahre ein – zunächst mit Snacka om nyheter (Über Nachrichten plaudern, 1995–2003), das auf der britischen Show Have I Got News For You (Habe ich Neuigkeiten für sie) basierte. Die bei Sveriges Television ausgestrahlte Serie wurde von Stellan Sundahl (1946–1999) bis zu seinem Tod geleitet und von Sven Melander (1947–2022) weitergeführt. Seit 2008 führt Kajsa Ingemarsson (* 1965) durch das Programm, das satirisch auf tagesaktuellen Nachrichten aufbaut. 1999 konterte TV4 mit dem ebenfalls erfolgreichen Programm Parlamentet (Das Parlament), das eher politisch ausgerichtet ist und auf das britische Programm If I Ruled the World basiert. Programmleiter war Hans Rosenfeldt (* 1964), der von Anders S. Nilsson (* 1966) abgelöst wurde.

### Schwanks und Imitatoren auf TV4
Über viele Jahre zeigte Sveriges Television die Revuen von Nils Poppe (1908–2000) und Peter Flack (* 1946) im Fernsehen. Anfang der 1990er Jahre konterte TV4 mit der Ausstrahlung zahlreicher Schwanks, die vom Komikerduo Stefan & Krister gespielt wurden; darunter sind die wohl bekanntesten das Lustspiel Full Fräs (Volle Fahrt, 1996) und die Komödie Snålvatten och jäkelskap (2001), bei der auch Stefan Gerhardsson (* 1958), Krister Classon (* 1955), Jojje Jönsson (* 1955) und Siw Carlsson (* 1949) auf der Bühne standen. Deren Auftritte bescherte dem Duo einen großen Publikumserfolg, infolgedessen 1996 mit dem Vallarnas friluftsteater (Freilufttheater des Parks Vallarna) in Falkenberg auf Dauer eine Heimatbühne errichtet wurde.
2005 gelang den drei Komikern David Hellenius (* 1974), Peter Magnusson (* 1974) und Christine Meltzer (* 1974) mit dem TV4-Humorprogramm Hey Baberiba der große Durchbruch. In der Serie imitierten die Komiker schwedische Berühmtheiten, darunter gehört die schwedische Königsfamilie zu den meistgespielten. Die Serie erhielt mehrere Preise, darunter die Fernsehpreise Kristallen und Aftonbladets TV-pris.

### HippHipp und Grotesco
Die Antwort des Senders Sveriges Television auf die Schwanks von TV4 waren eine andersartige Form von Revuen, hinter denen Anders Jansson (* 1967) und Johan Wester (* 1967) standen. 2001 produzierten sie die Fernsehserie HippHipp! die sich sogleich zum Zuschauermagneten entwickelte. Vor allem die wiederkehrende pseudo-phonetische (englische) Rechtschreibung wie Dehn ewhl-tee-mahtah deh-weh-deh baw-ksenn (den ultimata DVD-boxen, dt. die ultimative DVD-Box) fand außerhalb der Serie Verbreitung.
Das Ensemble mit Johan Glans (* 1974), David Batra (* 1972), Rachel Mohlin (* 1973), Vanna Rosenberg (* 1973), Mikael Syrén (* 1965) und Anna Blomberg (* 1972) produzierte mehrere Staffeln mit Sketchen, die aus dem Alltagsleben entsprungen sind – ein sonst ungewöhnliches Phänomen Anfang der 2000er Jahre.
Als Gewinner eines Humorwettstreits auf SVT erhielt die Gruppe hinter dem Film Grotesco Royal die Chance, eine Fernsehserie zu produzieren. Das Ergebnis zeigte sich in der Comedy-Serie Grotesco von 2007, in der Henrik Dorsin (* 1977) und Michael Lindgren (* 1978) die Hauptrollen spielten. Die Serie baute auf Parodien bekannter Filmgenres auf und kombinierte eine Vielzahl von Rollenfiguren. Die gleichnamige Comedygruppe sorgte auch 2009 beim Melodifestivalen, dem schwedischen Vorentscheid zum Eurovision Song Contest, für die Pausenunterhaltung, wodurch sie mit dem Lied Tingeling für kurze Zeit internationale Aufmerksamkeit erlangten.